# Чорнобильська волость
Чорнобильська волость — адміністративно-територіальна одиниця Радомисльського повіту (з 1919 року — Чорнобильського повіту) Київської губернії з волосним правлінням у містечку (з 1919 року - повітовому місті) Чорнобиль.
Станом на 1900 рік складалася з 49 поселень — 1 містечка, 23 сіл, 23 хуторів та 2 німецьких колоній. Населення — 26239 осіб (12586 чоловічої статі та 13653 — жіночої).
1919 року, у зв'язку із наданням Чорнобилю статусу повітового міста, його було вилучено зі складу волості.
|                     | Площа, десятин | У тому числі орної, дес. |
| ------------------- | -------------- | ------------------------ |
| Сільських громад    | 26529          |                          |
| Приватної власності | 26593          |                          |
| Казенної власності  | —              | —                        |
| Іншої власності     | 470            |                          |
| Загалом             | 53592          | 20056                    |

Поселення волості:
- Чорнобиль — власницьке містечко на р. Прип'ять за 120 верст від повітового міста, 16740 осіб, 1935 дворів, 2 православні церкви, костел, 3 єврейські синагоги, поштово-телеграфна станція, поштова земська станція, пароходна станція, 1 2-класна парафіяльна школа, 2 1-класних парафіяльних школи, паровий млин, трактир, 6 постоялих дворів, 3 готелі, лікарня, богадільня, аптека.
- Залісся — власницьке село за 117 верст (з 1919 року — за 5 верст) від повітового міста, 1282 особа, 240 дворів, 6 вітряків.
- Ладижиці — власницьке село за 135 верст (з 1919 року — за 15 верст) від повітового міста, 778 осіб, 141 двір, православна церква, церковно-парафіяльна школа, вітряк, водяний млин.
- Лелів — казенне село за 125 верст (з 1919 року — за 5 верст) від повітового міста, 631 особа, 109 дворів, школа грамоти.
- Опачиці — село за 130 верст (з 1919 року — за 10 верст) від повітового міста, 602 особа, 134 двори, православна церква, церковно-парафіяльна школа.
- Паришів — казенне село за 125 верст (з 1919 року — за 5 верст) від повітового міста, 924 особи, 159 дворів, каплиця, школа грамоти, 2 вітряки, 1 топчак.
- Теремці — село за 145 верст (з 1919 року — за 25 верст) від повітового міста, 1173 особи, 177 дворів, школа грамоти, 6 вітряків.
- Черевач — власницьке село за 108 верст (з 1919 року — за 12 верст) від повітового міста, 752 особи, 125 дворів, православна церква, церковно-парафіяльна школа, вітряк.